# 3140 Stellafane
3140 Stellafane eller 1983 AO är en asteroid i huvudbältet som upptäcktes den 9 januari 1983 av den amerikanske astronomen Brian A. Skiff vid Anderson Mesa Station. Den har fått sitt namn efter den årliga sammankomsten Stellafane.
Asteroiden har en diameter på ungefär 20 kilometer och den tillhör asteroidgruppen Eos.